# Square D
Square D est une entreprise américaine, intégrée au groupe français Schneider Electric depuis 1991.
Elle a été fondée en 1903 sous le nom de Detroit Fuse and Manufacturing et produit des fusibles sous boîtiers et des interrupteurs fusibles en coffrets.
La notoriété du « D » signant les coffrets-conduit de l’entreprise la fit adopter le nom de Square D. Dans les années 1940, Square D possède 10 usines aux États-Unis et emploie 7 000 personnes. Après la Seconde Guerre mondiale, Square D s'implante en Europe, en Asie et en Afrique du Sud.
Les produits et systèmes de la marque Square D sont présents dans tous les secteurs d'activité, du disjoncteur au système de supervision et de contrôle. Les bâtiments tertiaires et résidentiels sont un débouché majeur des produits Square D, aussi utilisés dans l'aviation.

## Source
- (fr) Histoire de Square D sur le site de Schneider Electric

1. ↑  Collectie online Scheepvaartmuseum Amsterdam (base de données en ligne), consulté le 12 février 2025.